# 徐光启墓
徐光启墓是明末大臣、学者、天主教教友领袖徐光启及其部分亲属的墓地，位于中國上海徐家汇今光启公园北侧，占地3,000平方米，高2.2米，为椭圆形大墓。
崇祯七年（1634年）以一品官规格赐域赐葬，派专使护灵柩归葬上海，因时局不靖，暂厝于上海县城大南门外的双园别墅；崇祯十四年（1641年）营葬于松江府上海县高昌乡二十八保六图西南隅。光绪二十九年（1903年）天主教江南代牧区重修增建。此後逐漸荒废，甚至变成菜园；1957年时一度重建:210。“文化大革命”时，用作露天仓库，遭到严重毁坏。1983年再次重修，2003年根据1903年墓制重修，至今维护良好。
1959年5月26日及1977年12月7日，徐光启墓先后两次被公布为上海市文物保护单位。1988年1月13日，被国务院公布为全国重点文物保护单位。

## 历史
徐光启是明朝末年南直隶松江府上海县人，于万历三十二年（1604年）中进士，所担任的最高官职为礼部尚书兼文渊阁大学士。他师从利玛窦学习天文、历法、数学、火器，曾向崇祯帝进献自己研究而成的多部历法及数学著作。此外，他在兵法、盐运、屯田和水利方面也有所研究。由於徐光启曾在东西方文化交流上做出顯著贡献，被毛佩琦教授称為“中国真正的开眼看世界第一人”。崇祯六年（1633年）十月，徐光启逝世，享年72岁，明政府专门派遣了一支护卫队护送徐光启的灵柩返回上海，于崇祯七年（1634年）二月抵达其家乡:70。最终徐光启被安葬于肇嘉浜和法华泾的交汇处，是为徐光启墓。他的一支后裔此后也聚居在该墓附近，这里遂被命名为“徐家汇”:65。
徐光启墓原来占地有20多亩，墓前有两根华表，以及一块石牌坊，墓道两侧安放有石羊、石马和石翁仲。光绪二十九年（1903年）时，徐光启墓的牌坊已不知所踪，因徐光启生前信仰天主教:62，天主教会为了纪念徐光启逝世270周年而专门树立起了一座十字架:71，底座上用中文和拉丁文记述着徐光启的事迹，同时重修墓葬。1933年时，为了纪念徐光启逝世300周年，各界人士集资在十字架周围建造了铁围栏，墓地周围筑造石栏杆和水泥路。抗日战争之后，其附属的树木被大量砍伐，堆土也被挖走，墓园变成菜地:71。
1956年，徐光启嫡系后裔和徐氏族人当中的8位较有影响力的人物上书上海市人民委员会，表示愿意将徐光启墓交由国家保管，徐光启墓遂由上海市文化局接管。1957年时，该墓被重新休整，在墓园上种菜的居民被安置到其他地方，除去被上海市气象局家属区占去的部分土地之外，其余部分按照原样重修墓园:71，补种了墓园内的树木:93，附近被开辟为南丹公园。“文化大革命”期间，墓园内的地标建筑大多被毁坏，重建的华表、石牌坊和石像生等全部遭到砸毁，墓地被改作露天仓库。1975年，该墓园被上海市园林部门联合上海市文物管理委员会收回，并加以整修:71。1980年，数学家苏步青为徐光启墓题了一块墓碑，树立于徐光启墓前。1981年，重建了墓葬中的封土堆，并且在左右种有龙柏和常青树。1983年，徐光启墓再次重修，重修后墓前约15米处建有一尊徐光启半胸一品官服花岗石雕像，高1.2米，底座高1.6米，并在东侧新建有一条碑廊:65，并把墓前小路拓建成150平方米花岗石坟台，在墓的封土周围大量种植树木，并且安放了几处石凳。2012年4月，2座纪念石碑在徐光启墓落成，上面分别刻有阮元和竺可桢纪念徐光启的文章；此外，还有两座徐光启相关的纪念雕塑也同期落成。

## 结构
徐光启墓位于光启公园北侧，墓园占地面积达到3000平米，墓园内共有10个墓穴，主穴葬着徐光启及其夫人吴氏，左右葬着他的四个孙子及孙媳。封土堆经1983年重修后高达2.2米，面积为300平米，椭圆形，周围用花岗石镶砌，封土上种有绿草，墓前种有大香樟、龙柏、雪松、夹竹桃。墓前树立了一块墓碑，上书“徐光启之墓”5个字，为数学家苏步青手迹。左右两侧均安放有石凳，墓前右侧保存了一匹清代石马，此外还有一匹石马，以及石羊、石象、石狗各一对，此外还有一座十字架。墓前东侧建有一座碑廊，建成时间为1983年，原是公园的一座休息廊，改建后置一垛粉墙于廊中间，前后嵌书条石12块，刻有徐光启画像、明末清初查继佐撰文《徐光启传》、徐光启手迹集字《刻〈几何原本〉序》首句和徐光启手书唐人李颀诗。墓前立有一座牌坊，三间四柱，门额刻“明故光禄大夫太子太保赠少保加赠太保礼部尚书兼文渊阁大学士徐文定公墓阙”，牌坊上还镌有对联，上联为“治历明农百世师经天纬地”，下联为“出将入相一个臣奋武揆文”。

## 纪念、研究及保护
1959年5月26日及1977年12月7日，徐光启墓先后两次被公布为上海市文物保护单位。1988年1月13日，徐光启墓被国务院公布为第三批全国重点文物保护单位。2003年，徐光启墓被列为上海市爱国主义教育基地，此后上海市徐汇区教育局、文化局等单位均会在每年的清明节组织徐光启墓的祭扫仪式，部分时候会有敬献花篮和相关纪念主题的演讲。
2003年，从徐汇区梅陇将徐汇区文物保护单位南春华堂作为徐光启纪念馆使用。纪念馆占地400余平方米，陈展面积220余平方米，内有四个陈列主题，展厅内分别陈列徐光启画像、手稿手迹和文献资料等珍贵资料。
2006年，徐光启墓遗失的墓志铭的内容在一本于1920年出版的杂志上被发现，根据墓碑上的墓志铭当中的拉丁文内容推断，徐光启确实曾入天主教，并且曾取教名为“保禄”。2007年，徐光启墓的墓碑在墓地的封土下被偶然发现，墓碑面积约为1平米，右上角有残损。墓碑在此之后被安放在光启公园的一处花圃当中。